# 덕연동
덕연동(德蓮洞)은 대한민국 전라남도 순천시의 동이다.

## 개요
덕연동은 본래 순천군 소안면과 해촌면 지역으로서 1914년 일제의 행정구역 폐합에 따라 신화리, 구암리, 생목리 율전리의 일부와 장평면 상평리 일부, 해촌면 명말리, 운동리의 각 일부를 병합 덕암리라 하고 해촌면 운동리 일부를 병합 생목리라 하였으며, 대석리, 율산리, 명말리, 운동리, 마새리, 용곡리, 두지리의 각 일부와 용두면의 상삼리를 병합 연향리라 하였다. 1949년 8월 15일 순천시 덕암동, 생목동, 연향동으로 1964년 1월 7일 순천시의 33개동을 16개동으로 운영하면서 덕연동이라 하여 현재에 이르고 있다.

## 행정 구역
- 생목동(生木洞)
- 덕암동(德巖洞)
- 연향동(蓮香洞)

## 교육
- 순천대석초등학교
- 순천연향초등학교
- 순천부영초등학교
- 순천율산초등학교
- 이수중학교
- 순천연향중학교

## 대형마트
- 이마트 순천점

## 기관
- 순천우체국

## 아파트
| 단지명                    | 건설사         | 시행사                    | 주소                              | 주소   | 입주              | 비고                            |
| ------------------------- | -------------- | ------------------------- | --------------------------------- | ------ | ----------------- | ------------------------------- |
| 연향주공                  | ㈜남진건설     | 대한주택공사              | 팔마1길 26                        | 연향동 | 2006년 11월       | 국민임대                        |
| 연향부영 1차              | ㈜부영         | ㈜부영                    | 연향1로 55                        | 연향동 | 1991년 12월       | 민간임대                        |
| 연향부영 2차              | ㈜부영         | ㈜부영                    | 연향1로 62                        | 연향동 | 1992년 12월       | 민간임대                        |
| 율산 에코지오             | ㈜부영         | ㈜부영                    | 도장길 40                         | 연향동 | 2004년 4월        | '연향부영 12차'에서 단지명 변경 |
| 연향 1차 호반리젠시빌     | 호반건설산업㈜ | ㈜리젠시빌건설            | 안산길 5                          | 연향동 | 2000년 11월       |                                 |
| 연향 2차 호반리젠시빌     | ㈜리젠시빌     | ㈜리젠시빌                | 도장길 50 (201~205동) (206~209동) | 연향동 | 2002년 10월       |                                 |
| 연향3지구 세영더조은      | 세영종합건설㈜ | 세영종합건설㈜            | 팔마4길 40                        | 연향동 | 2006년 3월        |                                 |
| 연향3지구 블루시안        | (유)중도건설   | (유)중도하우징            | 팔마1길 27                        | 연향동 | 2006년 5월        |                                 |
| 금당2지구 중흥 S-클래스빌 | (합)중흥주택   | (합)중흥주택              | 기적의도서관2길 51                | 연향동 | 2001년 10월       |                                 |
| 금당2지구 대주            | 대주건설㈜     | 대주건설㈜                | 기적의도서관2길 35                | 연향동 | 1998년 12월       |                                 |
| 연향3지구 대주피오레      | 대주건설㈜     | 대주건설㈜                | 팔마1길 25                        | 연향동 | 2006년 7월        |                                 |
| 연향 금호타운             | 금호건설       | 금호건설                  | 연향1로 40                        | 연향동 | 1994년 4월        |                                 |
| 연향현대 2차              | 현대건설       | 현대건설                  | 연향중앙상가길 41                 | 연향동 | 1994년 12월       |                                 |
| 연향 코아루               | ㈜금강토건     | 한국토지신탁              | 안산길 50                         | 연향동 | 2004년 11월       |                                 |
| 생목벽산                  | 벽산건설       | ㈜성지주택건설            | 생목길 1                          | 생목동 | 2000년 3월        |                                 |
| 순천 푸르지오 더 퍼스트   | 대우건설       | 코리아신탁㈜ ㈜순천디앤씨 |                                   | 덕암동 | 2025년 6월 (예정) |                                 |